# Centrale nucléaire de Big Rock Point
La Centrale nucléaire de Big Rock Point est une ancienne centrale nucléaire située à Charlevoix au bord du lac Michigan dans l'État du même nom.

## Description
Elle est équipée d'un réacteur à eau bouillante (REB) construit par General Electric, « Big Rock Point » : 67 MWe, exploité pendant 35 ans de 1962 à 1997.
Le réacteur de Big Rock a été le premier du Michigan et le 5e des États-Unis. Dans ce type de réacteur, un chargement de 10 tonnes d'uranium produit autant d'électricité que 260 000 tonnes de charbon. De plus, il peut produire du Cobalt 60 pour l'industrie médicale.
Nota : Une vidéo promotionnelle du site avait été lue par Ronald Reagan pour le compte de General Electric.

## Fermeture et déclassement
L'exploitant « Consumers Energy » avait annoncé que la licence d'exploitation de Big Rock Point ne serait pas renouvelée à son expiration en l'an 2000. Cependant, des études économiques ont montré en 1997 qu'il n'était pas possible de continuer l'exploitation pour atteindre l'an 2000, la date d'expiration.
Entre le choix de l'arrêt immédiat et le retrait après 35 ans d'exploitation, l'exploitant a choisi d'aller jusqu'au 35e anniversaire pour donner aux employés le temps de se préparer et d'organiser une cérémonie pour honorer la contribution de Big Rock Point à l'industrie avec de très nombreuses années de sûreté et de fiabilité.
Le réacteur a été arrêté définitivement le 29 août 1997 après 35 ans d'exploitation. À cette occasion, Big Rock Point a été honoré en tant que « Site Historique de l'Industrie nucléaire » par l'ANS (American Nuclear Society).
L'ensemble de la construction de Big Rock Point a été démantelé pour environ 350 millions de dollars. À l'exception de huit conteneurs radioactifs pour le combustible usé, il ne subsiste aujourd'hui plus rien sur le site pour rappeler la présence d'une centrale nucléaire.
En 2006, l'État du Michigan a annoncé qu'il allait acheter le site qui comprend environ 1,5 km de littoral du lac Michigan pour créer un parc appartenant à l'État.
En contrepartie de la vente par « Consumers » de la centrale nucléaire de Palisades, Entergy a accepté de prendre la responsabilité de la parcelle sur laquelle sont entreposés les conteneurs de combustible usé, qui est environ de la taille d'un terrain de basket-ball.